# 天主教波爾圖教區
天主教波爾圖教區（拉丁語：Dioecesis Portugallensis）是以葡萄牙第二大城市波爾圖為中心的一個天主教教區，屬布拉加總教區。
6世紀升為教區。2011年，有1,913,000名教友，估轄區總人口90.5%，有477個堂區、310名司鐸、61名終身執事、298名修士、622名修女。現任教區主教為厄瑪奴耳·達-西爾瓦-羅德里格斯-林達，輔理主教為庇護·阿爾韋斯、赫門·埃斯特韋斯-多明格斯和維托諾·若瑟·佩雷拉-索阿雷斯，榮休輔理主教為若望·米蘭達-特謝拉和安多尼·瑪麗亞·貝薩-泰帕。